# Arothron
Arothron, peixes-balão-gordos ou bombinhas é um gênero de peixes-balão ou baiacus. Todas as espécies deste gênero de peixes-balão são altamente tóxicos pois possuem um veneno letal chamado tetrodontoxina.

## Espécies
Atualmente, existem 14 espécies reconhecidas neste gênero:
- Arothron caeruleopunctatus Matsuura, 1994
- Arothron carduus (Cantor, 1849)
- Arothron diadematus (Rüppell, 1829)
- Arothron firmamentum (Temminck & Schlegel, 1850)
- Arothron hispidus (Linnaeus, 1758)
- Arothron immaculatus (Bloch & J. G. Schneider, 1801)
- Arothron inconditus J. L. B. Smith, 1958
- Arothron manilensis (Marion de Procé, 1822)
- Arothron mappa (Lesson, 1831) (Map puffer)
- Arothron meleagris (Anonymous, referred to Lacépède, 1798)
- Arothron multilineatus Matsuura, 2016 (Many-lined puffer)[4]
- Arothron nigropunctatus (Bloch & J. G. Schneider, 1801)
- Arothron reticularis (Bloch & J. G. Schneider, 1801)
- Arothron stellatus (Anonymous, referred to Lacépède, 1798)

Sinônimos
- Arothron aerostaticus (Jenyns, 1842) válido como Arothron stellatus
- Arothron gillbanksii (Clarke, 1897) válido como Arothron firmamentum
- Arothron leopardus (Day, 1878) válido como Chelonodon leopardus
- Arothron perspicillaris (Rüppell, 1829) válido como Arothron hispidus